# Torsten Pügge
Torsten Pügge (* 20. Juni 1961) war Fußballspieler in der DDR-Oberliga, der höchsten ostdeutschen Fußballklasse. Er spielte dort für den FC Hansa Rostock.

## Sportlicher Werdegang
1970 wurde Pügge in die Kindermannschaft des FC Hansa Rostock aufgenommen und absolviert in der Folge alle Nachwuchsmannschaften des FC. 1979 wurde er für den Männerbereich spielberechtigt und wurde für die Saison 1979/80 als Stürmer in das Aufgebot der 1. Mannschaft aufgenommen. Die Hanseaten spielten zu dieser Zeit nach ihrem Abstieg in der Vorsaison in der zweitklassigen DDR-Liga. Es gelang der sofortige Wiederaufstieg, der 19-jährige Pügge war daran allerdings nur mit vier Punktspielen und einem Tor beteiligt. Als Hansa 1980/81 wieder in der Oberliga spielte, wurde Pügge nur für die Mannschaft der Nachwuchsoberliga gemeldet. Trotzdem wurde er bereits am 2. Spieltag der Oberliga wieder in der 1. Mannschaft eingesetzt. Am 30. August 1980 kam Pügge in der Begegnung FC Vorwärts Frankfurt/O. (2:2) durch die Einwechslung für Rechtsaußen Rüdiger Kaschke in der 80. Minute zu seinem ersten Oberligaspiel. Trotz seines Status als Nachwuchsspieler absolviert Pügge in dieser Spielzeit insgesamt zwölf Oberligaspiele und erzielte zwei Tore. Es reichte jedoch nicht zum Stammspieler, denn in der folgenden Saison 1981/82 spiele Pügge nur sechsmal in der Oberliga und traf nur einmal ins Tor.
Nachdem er in der Spielzeit 1982/83 überhaupt nicht in der Oberliga eingesetzt worden war und stattdessen 19-mal in der Nachwuchsmannschaft antreten musste, kehrte Pügge nach nur 18 Erstligaspielen dem FC Hansa den Rücken und schloss sich im Sommer 1983 dem DDR-Ligisten BSG Schiffahrt/Hafen Rostock an. Bis zum Dezember 1984 bestritt Pügge dort 16 Spiele als Stürmer. Anfang 1985 nahm er erneut einen Wechsel vor und spielte nun für den drittklassigen Bezirksligisten BSG Motor Rostock. Im November 1988 wurde er zum Militärdienst einberufen, den er bei der Armeesportgemeinschaft Vorwärts Fünfeichen ableisten konnte. Nach der Rückkehr 1990 nach Rostock hatte sich die BSG Motor in BSG Neptunwerft umbenannt und wurde kurz danach zum eingetragenen Verein SG Motor Neptun Rostock.
Nach seinem Rückzug vom Leistungssport blieb Pügge weiter dem Fußball verbunden. Noch 2006 spielte er in der Traditionsmannschaft des FC Hansa Rostock, im selben Jahr war er mit 27 Toren bester Torschütze der Ü-40-Mannschaft des Bad Doberaner SV 90.